# Roberta Gregory
Roberta Gregory, née à Los Angeles en 1953, est une auteure de comics des États-Unis d'Amérique.

## Biographie
Son père, Robert Gregory, travaillait chez Disney comme scénariste des histoires de Donald Duck. En 1971, elle entre à l'université de CSU Long Beach, où elle crée le comic Feminist Funnies en 1974. Elle poursuit sa carrière en publiant dans l'underground féministe (Wimmen's Comix, Tits and Clits). Elle crée ensuite la série Winging It, puis les personnages Sheila and the Unicorn.
Elle quitte la Californie pour Seattle en 1989, et publie dans la revue Naughty Bit. C'est là qu'elle crée Midge McCracken alias  Bitchy Bitch, son héroïne la plus connue, agressive, toujours de mauvaise humeur, râleuse aux terribles colères. Elle crée aussi sa contrepartie lesbienne, Bitchy Butch.

## Albums
- Dynamite Damsels, 1976.
- Winging It, 1988, 1999.
- Sheila and the Unicorn
- Real Cat Toons
- Artistic Licentiousness
- Participation à : Diane Noomin et collectif, Drawing Power: Women's stories of sexual violence, harassment and survival, Abrams Books, 2019 (ISBN 9781419736193), prix Eisner de la meilleure anthologie 2020[1]
  - traduit en français par Samuel Todd sous le titre Balance ta bulle : 62 dessinatrices témoignent du harcèlement et de la violence sexuelle, Massot Éditions, 2020  (ISBN 978-2380352283)

### Bitchy Bitch
Fantagraphics Books
- Bitch Is Born, 1997.
- As Naughty As She Wants to Be, 1997.
- At Work and Play with Bitchy Bitch, 1997.
- Bitchy's college Daze, 1998.
- Bitchy Butch: World's Angriest Dyke, 1999.
- Burn, Bitchy, Burn, 2004.
- Life's A Bitch, 2005.
- Bitchy Strips

### Traductions françaises
- Bitchy Bitch, Bethy, 1998[2].
- Bitchy Bitch en vacances, Vertige Graphic, 2001[3].
- Bitchy Bitch 3 : les rudes études de Roberta, Vertige Graphic, 2004.

## Prix et distinctions
- 2003 :  Prix Haxtur de l'humour pour Bitchy Bitch, t. 1 : A Bitch is Born
- 2006 : Temple de la renommée des auteures de bande dessinée.